# Frullania holostipula
Frullania holostipula là một loài Rêu trong họ Jubulaceae. Loài này được S. Hatt. & D.G. Griffin mô tả khoa học đầu tiên năm 1978.